# Młyn czterokołowy

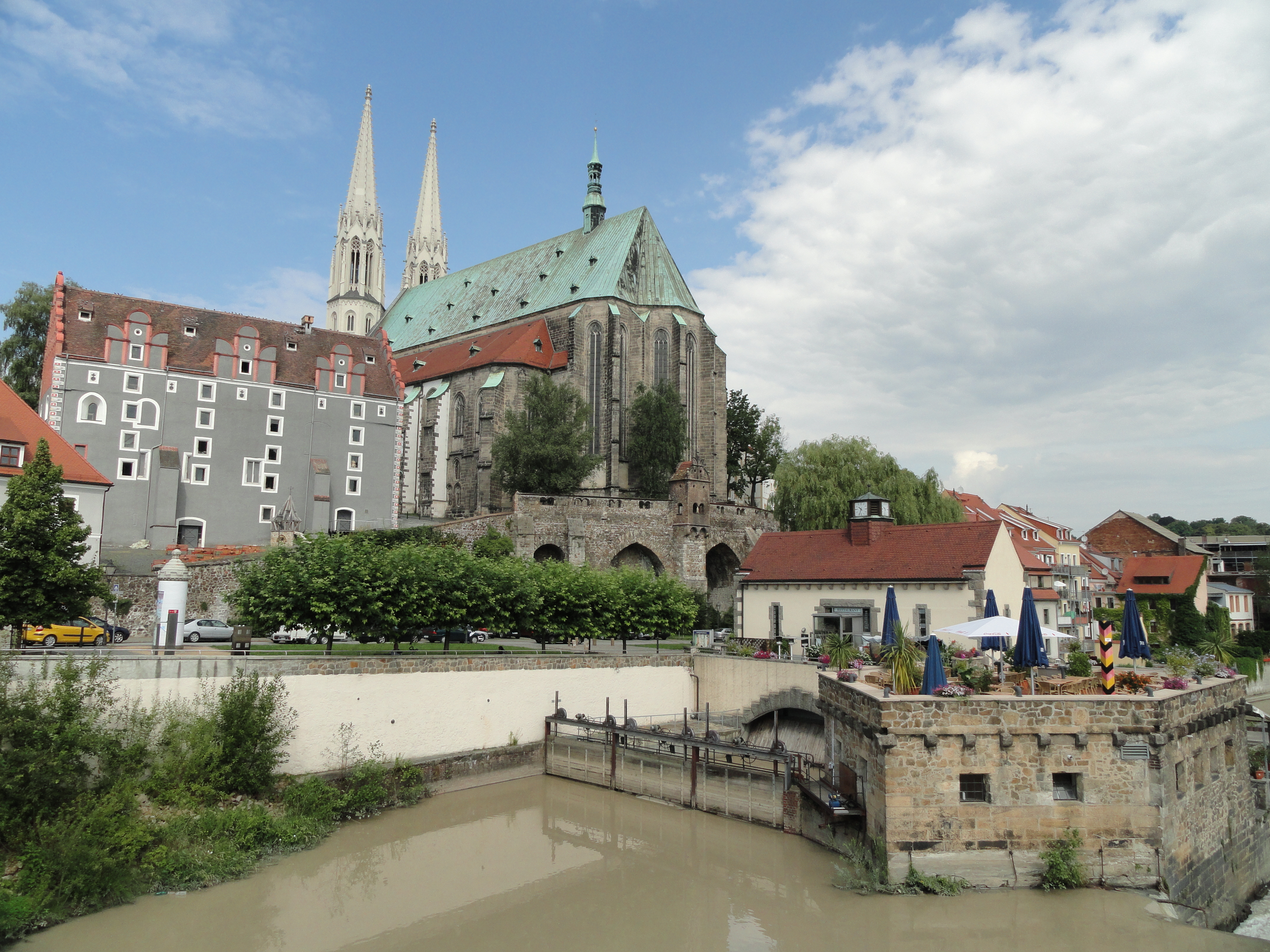
Młyn czterokołowy (na pierwszym planie) oraz Waidhaus i kościół Świętego Piotra i Pawła.

Młyn czterokołowy był jednym z trzech dużych młynów zbożowych  miasta Görlitz. Był to młyn foluszniczy tak samo jak ten znajdujący się na przeciwległym brzegu rzeki Nysy Łużyckiej nazywany młynem trójkołowym. Pracowali w nim także wytwórcy tkanin czyli sukiennicy i garbarze. Obecnie w jego miejscu znajduje się maszynownia w której znajdują się turbiny do wytwarzania energii  i zajazd zwany Vierradenmühle (niem.)  (młyn czterokołowy). 